# Monopolets helte
Monopolets helte er en serie, som består af 16 TV-udsendelser fra Danmarks Radio, der fortæller om personer, der i særlig grad har sat deres præg på TV-udsendelserne, dengang Danmarks Radio havde Monopol på at sende Fjernsyn i Danmark, indtil TV 2 startede 1. oktober 1988.

## Oversigt over de enkelte afsnit
| 2008 | Hovedperson/Hovedpersoner                              | Kategori                              | Programmer (Ikke udtømmende) | Original sendedato |
| ---- | ------------------------------------------------------ | ------------------------------------- | --- | ------------------ |
| 1    | Poul Nesgaard                                          | Ungdomsprogrammer                     | Ungdomsredaktionen, Jul og grønne skove | 21. september 2008 |
| 2    | Poul Martinsen                                         | Dokumentarprogrammer                  | | 28. september 2008 |
| 3    | Hans-Georg Møller (Gorm) og Gregers Dirckinck-Holmfeld | Underholdning med journalistisk islæt | Lørdagskanalen, Kanal 22 | 5. oktober 2008    |
| 4    | Poul Thomsen                                           | Dyreprogrammer                        | Dus med Dyrene | 12. oktober 2008   |
| 5    | Ulf Pilgaard og Henrik Wolsgaard-Iversen               | Satireprogrammer                      | Hov-hov, Uha-uha, Lørdagshjørnet | 19. oktober 2008   |
| 6    | Preben Heide                                           | Provinsafdelingen                     | Landet rundt | 26. oktober 2008   |
| 7    | Hanne Willumsen og Iben Wurbs                          | Børne-TV                              | Kaj og Andrea, Anna og Lotte | 2. november 2008   |
| 8    | Jørgen de Mylius og Claus Hagen Petersen               | Musikprogrammer                       | Eldorado (musikprogram) | 9. november 2008   |
| 9    | Lone Kühlmann og Lasse Jensen                          | Nyhedsprogrammer                      | TV Avisen | 16. november 2008  |
| 10   | Svend Gehrs                                            | Sportsprogrammer                      | | 23. november 2008  |
| 11   | Erling Bundgaard                                       | Underholdning                         | Gæt og Grimasser, Lørdagshjørnet | 30. november 2008  |
| 12   | Poul Jørgensen (journalist)                            | Hofreportager                         | | 25. december 2008  |
| 2009 | Hovedperson/Hovedpersoner                              | Kategori                              | Programmer (Ikke udtømmende) | Original sendedato |
| 13   | Jørgen Clevin                                          | Børneprogrammer                       | | 22. marts 2009     |
| 14   | Otto Leisner                                           | Underholdning                         | Pladeparade, Kryds og Bolle, Telefonen ringer, Fup eller fakta (tv-show), 1 ret og 2 vrang, Pusterummet, Den gyldne pil, Tippejob, H.O.P.L.A., Kvit eller dobbelt (tv-quiz) | 29. marts 2009     |
| 15   | Flemming Madsen                                        | Journalistiske indslag                | TV Avisen | 5. april 2009      |
| 16   | Kim Schumacher                                         | Musik- og underholdningsprogrammer    | Harakiri, Labyrint | 19. april 2009     |